# Werner Otto (empresari)
Werner Otto   (Seelow, 13 d'agost de 1909 - Berlín, 21 de desembre de 2011) va ser un empresari alemany. El 1949, va fundar Otto GmbH, que finalment es va convertir en el grup de comandes per correu més gran del món. Es va casar tres vegades i va tenir cinc fills.
Otto i la seva família es troben consistentment entre els alemanys més rics.

## Primers anys de vida
Werner Otto va néixer fill del comerciant Wilhelm Otto i la seva dona Frieda. La seva mare va morir poc després de donar a llum una filla el 1910. Va assistir a l'escola de Schwedt, més tard a l'institut de Prenzlau (Uckermark).

## Carrera
Després d'un aprenentatge comercial, va iniciar el seu propi negoci com a comerciant al detall a Szczecin.
Per la difusió de fulletons, Otto va ser condemnat el 1934 a dos anys de presó. Després del seu alliberament, va operar una botiga de cigars i es va casar el 1939 amb la seva primera dona, Eva Haffner. El 1941 va néixer la seva filla Ingvild i dos anys més tard el seu fill Michael. Al final de la guerra Otto estava amb una ferida al cap en un hospital militar. Després de la guerra, va fugir amb la seva família de l'Alemanya Oriental controlada pels soviètics a Hamburg, que estava sota control britànic. Allà va fundar una fàbrica de sabates el 1948, que va fer fallida un any després, el 1949. El mateix any es va divorciar. El lema de la seva vida va ser "Panta rhei": tot flueix.

### Empresa de comandes per correu "Otto Versand"
El 17 d'agost de 1949, Otto va fundar l'empresa de comandes per correu "Otto Versand" (Otto GmbH & Co KG) a Hamburg. El primer catàleg tenia 14 pàgines, estava enquadernat a mà i només incloïa sabates. En els anys següents el Grup Otto es va expandir cada cop més. L'any 1981, la direcció de l'empresa de ràpid creixement es va lliurar al seu fill gran, Michael Otto.
El 1952, Otto es va casar amb Jutta Becker i el 1957 va néixer el seu segon fill Frank, l'únic fill del seu segon matrimoni. A la dècada de 1960, va fundar el Sagitta Group, l'actual Park Property, una de les empreses immobiliàries més grans del Canadà.
A través de les seves experiències nord-americanes, Werner Otto va tenir la idea de fundar una altra empresa, la ECE Projekt Management GmbH & Co. KG, que va fer el 1969. L'empresa construeix i gestiona centres comercials; finances i personal. ECE és un dels principals desenvolupadors, implementadors, propietaris i operadors de grans immobiliàries comercials a Europa.
La seva tercera dona, Maren Stücken, va donar a llum els fills més petits d'Otto, Katharina i Alexander, als anys 60. Katherina és una cineasta a Nova York. Alexander va rebre del seu pare l'empresa immobiliària ECE confiada.
En el seu ventall de causes socials, va fundar el 1969 la Fundació Werner Otto, que dona suport a la investigació mèdica.
El 1973, quan tenia més de 60 anys, Otto va desenvolupar el grup Paramount a Nova York, per invertir en béns arrels dels Estats Units.
A la Universitat Harvard va donar un nou edifici del museu, el Werner Otto Hall, per a l'art de l'expressionisme alemany, del Museu Busch-Reisinger. L'edifici ha estat enderrocat com a part d'un projecte de reurbanització liderat per Renzo Piano.
El 2011 va morir als 102 anys a Berlín. La seva vídua, Inga Maren Otto, és una col·leccionista d'art i filantropa alemanya.

## Premis
Otto va rebre la Gran Creu de 1a classe de l'Orde del Mèrit de la República Federal d'Alemanya, va ser senador honorari de la ciutat d'Hamburg i, en el seu centenari, es va convertir en ciutadà honorari de la ciutat de Berlín. Otto està inclòs al Saló de la Fama d'Alemanya al museu d'història de Bonn.